# Hyperolius horstockii
Hyperolius horstockii es una especie de anfibios de la familia Hyperoliidae.
Es endémica de Sudáfrica.
Su hábitat natural incluye arbustos de tipo mediterráneo, ríos, pantanos, lagos intermitentes de agua dulce, marismas de agua dulce, corrientes intermitentes de agua dulce y estanques.
Está amenazada de extinción por la pérdida de su hábitat natural.